# Daisy Schörling
Ruth Daisy Schörling, gift Bennefall, född 28 augusti 1925 i Kolbäcks församling i Västmanlands län, död 28 november 2022 i Värmdö, var en svensk sångerska.
Hon var känd för sången "Julia, Julia..." (1951) som hon sjöng med Stig Olin och Sam Samsons orkester, och medverkade 1949 i Per Gunvalls Evert Taube-film Sjösalavår, där hon emellertid inte hade någon skådespelarroll, utan dubbade sångerna "Happy Days Are Here Again" och "La Marocha".
Daisy Schörling är begravd på Värmdö kyrkogård.